# Carl van Dockum
Carl Edvard van Dockum fue un almirante y ministro danés, notorio por su participación en la batalla de Jasmund en la Segunda Guerra de Schleswig.

## Biografía
Carl Edvard van Dockum era hijo del Vicealmirante Jost van Dockum y de su esposa. Empezó ya en 1815 con el Søofficersuddannelsen, que completó como teniente segundo con el Sable Honorario de SM el Rey en 1821. Después de un viaje a las Indias Occidentales, van Dockum ingresó con el pasaporte en el servicio francés, donde sobresalió en varias batallas como en la batalla de Navarino, y terminó siendo condecorado con la Legión de Honor. A finales de 1829 retornó a Dinamarca, donde fue ascendido a teniente primero el año anterior.
Después de servir como oficial en varios barcos, se convirtió en 1840 en adjunto del Gobernador General de las posesiones de las Indias Occidentales Danesas, así como capitán del puerto en St. Croix y secretario militar del Gobierno General. Fue a las órdenes de Peter von Scholten, donde van Dockum demostró ser un negociador capaz y con tacto, durante una disputa con el gobierno de la isla de Puerto Rico, que logró resolver de modo que satisfizo a ambas partes.
Después de retornar a casa en 1846, fue nombrado jefe de la Academia Naval, y en 1847 pasó a ser capitán. Durante la Primera Guerra de Schleswig, en 1848 van Dockum dirigió la corveta Flora en un bloqueo en el mar Báltico, pero fue reclamado a participar en la Asamblea Constituyente Danesa como miembro elegido por el rey.
El 25 de noviembre de 1850 van Dockum fue nombrado por breve tiempo como Ministro de la Marina en el Ministerio de Moltke IV, un puesto que recuperó en 1866-1867 en el Ministerio de Frijs.
Entre 1855 y 1857, van Dockum fue miembro del Parlamento representando Aarhus, después de lo cual fue enviado a Inglaterra en 1857. En 1859 se le ofreció de nuevo el puesto de Ministro de la Marina, pero lo rechazó, y en 1860 se reincorporó a la Marina como Contraalmirante. Al estallar la Segunda Guerra de Schleswig, era comandante en jefe de la marina en la parte oriental del mar Báltico.
Después van Dockum fue nombrado Jefe del Cuerpo de Oficiales Navales y Vicealmirante, cargo que ocupó hasta su jubilación el 1 de junio de 1874.
Se estableció en Strandgade Helsingør, y en 1888 publicó el libro titulado Gamle Minder fra Tjenesteaarene om Bord i franske Skibe 1823-29, Ernst Bojesens Forlag København escrito en 1877.
Dockum fue ascendido a escudero en 1829, chambelán en 1851, convertido en Caballero de Dannebrog en 1843, Comandante de Dannebrog en 1853 y en Gran Cruz en 1860.
Está enterrado en el Cementerio de Holmen. Sus documentos que han sobrevivido se encuentran en el Archivo Nacional Danés.
Existe una pintura-retrato por August Schiøtt de 1850 en el Det Nationalhistoriske Museum på Frederiksborg Slot, una Miniatura de su esposa Louise van Dockum (nacida Bauditz) hecha por  F.C. Camradt en junio de 1833 de propiedad familiar, un retrato por Frederik Christian Lund de Paa Søen de 1853 y grabados por Henrik Olrik de 1864, 1871 y 1893.